# Fílippos Margarítis
Pour les articles homonymes, voir Margaritis.
Fílippos Margarítis (grec moderne : Φίλιππος Μαργαρίτης ; Izmir, 1810 - Wurtzbourg, 1892) est un peintre et photographe grec, pionnier de la photographie en son pays.

## Biographie
Margarítis est à Paris avant 1837, où il étudie les techniques de la peinture et de la lithographie. Rentré à Athènes, il y ouvre un atelier et commence à enseigner à l'école des beaux-arts de la ville à partir de 1842.  
En 1847, il est initié par Philibert Perraud (1815-1863), qui venait d'arriver à Athènes, aux techniques du daguerréotype. Ses premiers clichés datent de la même année et représentent le Parthénon. Margaritis transmet ensuite à ses élèves cet enseignement.
Plus tard, il expérimente le calotype et le papier albuminé. Ces tirages comprennent des vues architecturales, des paysages, des natures mortes et des portraits de la haute bourgeoisie athénienne, ainsi que de la famille royale.
Il a voyagé à travers l'Europe, exposant dans des manifestations internationales.
Il meurt au domicile de sa sœur, à Wurtzbourg, le 1er avril 1892.